# 相沢与一
相沢 与一（あいざわ よいち、1933年1月26日 - ）は、日本の経済学者、福島大学名誉教授。専門は、労働経済学。旧字体で相澤 與一とも書かれる。

## 経歴
山形県生まれ。1956年東北大学文学部西洋史学科卒業。1963年同大学院経済学研究科博士課程修了、「英国炭鉱業における労働政策と労働組合」で経済学博士。国士舘大学講師、城西大学講師、佐賀大学講師、福島大学経済学部助教授、教授、1998年定年退官、名誉教授、長野大学産業社会学部教授、高崎健康福祉大学教授。2008年退職。

## 著書
- 『国家独占資本主義と社会政策 現代社会政策の研究視角』未来社 1974
- 『現代最低賃金制論』労働旬報社 1975
- 『イギリスの労資関係と国家 危機における炭鉱労働運動の展開』未来社 1978
- 『現代社会と労働=社会運動 労働の社会化と現代の貧困化』労働旬報社 1979
- 『社会保障の基本問題 「自助」と社会的保障』未来社 1991
- 『社会保障「改革」と現代社会政策論』八朔社 福島大学学術研究叢書 1993
- 『社会保障の保険主義化と「公的介護保険」』あけび書房 1996
- 『日本社会保険の成立』山川出版社 日本史リブレット 2003
- 『障害者とその家族が自立するとき 「障害者自立支援法」批判』創風社 2007
- 『医療費窓口負担と後期高齢者医療制度の全廃を 医療保障のルネッサンス』創風社 2010
- 『日本社会政策学の形成と展開』新日本出版社 2016

### 共編・監修
- 『現代の生活と「社会化」』江口英一共編 労働旬報社 シリーズ・現代の労働と生活 1986
- 『グローバリゼーションと「日本的労使関係」』黒田兼一共監修 労働運動総合研究所編 新日本出版社 2000
- 『社会保障構造改革 今こそ生存権保障を』編 労働運動総合研究所監修 大月書店 2002

## 論文
- <相沢与一